# Mack Horton
Mackenzie Horton, detto Mack (Melbourne, 25 aprile 1996), è un ex nuotatore australiano specializzato nello stile libero, campione olimpico dei 400 m stile libero.

## Biografia
Ai Giochi PanPacifici del 2014 vinse la medaglia d'argento negli 800 metri stile libero (7.47.73), la medaglia di bronzo nei 1500 metri stile libero (14:52.78) e, assieme a David McKeon, Cameron McEvoy e Thomas Fraser-Holmes, un'altra medaglia di bronzo nella staffetta 4x200 metri stile libero (7:08.55). Ai Campionati mondiali di nuoto 2015 si aggiudicò invece una medaglia di bronzo negli 800 metri stile libero (7.44.02), seguita nel 2016 dalla medaglia d'oro nei 400 metri stile libero ai Giochi Olimpici di Rio de Janeiro.
Ai mondiali di Gwangju del 2019 vinse la medaglia d'argento nei 400 metri stile libero. Al momento della premiazione si rifiutò di salire sul podio per protesta nei confronti di Sun Yang, da lui ritenuto non meritevole di partecipare alla competizione per vicende legate al doping.

## Palmarès
| Giochi olimpici                | 400 m sl        | 800 m sl        | 1500 m sl        | 4×200 m sl      |            |                 |
| Rio de Janeiro 2016 Brasile    | Oro 3'41"55     | -               | 5º 14'49"54      | 4º 7'04"18      |            |                 |
| Tokyo 2020 Giappone            | -               | -               | -                | Bronzo 7'01"84  |            |                 |
| Mondiali                       | 400 m sl        | 800 m sl        | 1500 m sl        | 4×200 m sl      |            |                 |
| Kazan' 2015 Russia             | -               | Bronzo 7'44"02  | -                | -               |            |                 |
| Budapest 2017 Ungheria         | Argento 3'43"85 | -               | Bronzo 14'47"70  | -               |            |                 |
| Gwangju 2019 Corea del Sud     | Argento 3'43"17 | -               | -                | Oro 7'00"85     |            |                 |
| Budapest 2022 Ungheria         | -               | -               | -                | Argento 7'03"50 |            |                 |
| Mondiali in vasca corta        | -               | -               | -                | 4×200 m sl      |            |                 |
| Melbourne 2022 Australia       | -               | -               | -                | Argento 6'46"54 |            |                 |
| Campionati panpacifici         | 400 m sl        | 800 m sl        | 1500 m sl        | 4×200 m sl      |            |                 |
| Gold Coast 2014 Australia      | -               | Argento 7'47"73 | Bronzo 14'52"78  | Bronzo 7'08"55  |            |                 |
| Tokyo 2018 Giappone            | Argento 3'44"41 | -               | -                | -               |            |                 |
| Giochi del Commonwealth        | 200 m sl        | 400 m sl        | 1500 m sl        | 4×200 m sl      |            |                 |
| Glasgow 2014 Regno Unito       | -               | -               | Argento 14'48"76 | Oro 7'07"38     |            |                 |
| Gold Coast 2018 Australia      | Argento 1'45"89 | Oro 3'43"76     | Bronzo 14'51"05  | Oro 7'05"97     |            |                 |
| Birmingham 2022 Inghilterra    |                 | Bronzo 3'46"49  |                  | Oro 7'04"96     |            |                 |
| Mondiali giovanili             | 200 m sl        | 400 m sl        | 800 m sl         | 1500 m sl       | 4×100 m sl | 4×200 m sl      |
| Dubai 2013 Emirati Arabi Uniti | Oro 1'47"55     | Oro 3'47"12     | Oro 7'45"67      | Oro 14'56"60    | Oro 49"33  | Argento 7'16"82 |